# 孝义市
36°05′N 111°31′E / 36.083°N 111.517°E
孝义市是中华人民共和国山西省的一个县级市，由吕梁市代管。位于山西中部偏南，太原盆地南缘，吕梁山脉中段东麓。市人民政府駐府前街279號。
孝义市经济较为发达，为全国较具实力的县市之一，其综合竞争力2013年位居山西省县（市）的首位、全国县域经济百强县（市）第五十四位，2009年GDP总量205亿元（折合30亿美元）。2009年國務院將孝義列入第2批資源枯竭城市名單中。

## 历史
孝义是山西历史上置县最早的地方之一。《左传·宣公十五年》所记载的晋景公赏士伯以“瓜衍之县”，即春秋周定王十三年（公元前594年）始置瓜衍县。
秦王政二十二年（公元前225年），该县属兹氏县域，位于兹氏县南境。
东汉末，南匈奴五部入居离石、中阳等地后，三国曹魏政权迁中阳县治于今孝义旧城，故置此为中阳县。西晋永嘉元年（307年）间战乱后，中阳县废，孝义县境并入隰县。
北魏时期，魏政权设于今孝义六壁俯，置军镇于六壁城，以“防离石诸胡”。北魏太和十七年（493年）将孝义境从隰城县分出设立永安县，县治在今孝义市旧城。北魏末孝昌年间，汾州山胡刘蠡升趁乱称天子。永安、隰城二县被“胡贼所破”，二县治所被迫迁至今临汾市境。魏政权又在六壁故城置建平郡，即今虢城村中置定戎郡。
隋统一后，今孝义市境又恢复永安县旧名，属西河郡治。
唐贞观元年（627年），因县名与涪州的永安县（今重庆奉节）重名，于是唐太宗勒赐改永安县为孝义县，改郑兴所居的故里为“孝义里”。北宋太平兴国年间曾一度改称为中阳县，熙宁五年（1072年）改县为镇，不久又复置孝义县，此后一直沿用孝义两字。1958年并入介休县，1961年复置县。
1992年2月，经国务院批准，撤销孝义县设立孝义市。

## 地理
孝义市的位置介于东经111°21′－111°56′，北纬36°56′－37°18′之间，海拔731－1777米，总面积为945.8平方公里。

## 行政区划
孝义市下辖4个街道、8个镇、4个乡。
新义街道、中阳楼街道、振兴街道、东许街道、崇文街道、兑镇镇、阳泉曲镇、下堡镇、西辛庄镇、高阳镇、梧桐镇、柱濮镇、大孝堡乡、下栅乡、驿马乡、南阳乡和杜村乡。

## 人口
根據第七次人口普查數據，截至2020年11月1日零時，孝義常住人口477289人。

## 交通
- 铁路：介西铁路（介休－阳泉曲镇）孝西站
- 公路： 和汾高速公路、 340国道、 223省道、 243省道、 321省道、 340省道

## 经济
2009年GDP总量205亿元。
矿产资源丰富，储煤面积为783.5平方公里，探明的地质储量为71亿吨。铝土资源，分布于西部山区，埋藏面积约100平方公里，已探明保有储量2.6亿吨，储量约占全国总储量的20%。铁矿石属沉积型，其分布大体与铝矿相当。耐火黏土与铝土矿相依共生，现已探明的储量约8895.3万吨，主要成分是高岭石。西北部地区蕴藏着十分丰富的石灰岩资源，面积约120平方公里，已探明储量3608.5亿吨。此外，还蕴藏丰富的硫铁矿、石膏、紫砂工艺黏土、红色黏土、瓷土、高岭土、饰面石材等其他矿产，这些矿产尚待开发利用。经济作物，主要有核桃、柿子、苹果、花椒、红枣等。

## 文化
孝义的的传统艺术，皮影戏和碗碗腔，历史悠久，为第一批国家非物质文化遗产。2006年获得鹿特丹电影节最佳影片金虎奖《赖小子》（导演：韩杰），是以孝义为背景的一部电影。境内方言主要是晋语并州片孝义话。

## 风景名胜
- 全国重点文物保护单位4项：中阳楼、孝义三皇庙、孝义天齐庙、孝义慈胜寺
- 山西省文物保护单位3项：临黄塔、寂照寺、小垣西庙
- 吕梁市文物保护单位：居义村古墓群、西关古墓群
- 孝义市文物保护单位

## 名人
- 成世光